# Mołożany
Mołożany (biał. Малажане; ros. Моложане) – wieś na Białorusi, w obwodzie witebskim, w rejonie dokszyckim, w sielsowiecie Królewszczyzna.

## Historia
W czasach zaborów w granicach Imperium Rosyjskiego.
W dwudziestoleciu międzywojennym wieś leżała w Polsce, w województwie wileńskim, w powiecie dziśnieńskim, w gminie Dokszyce, następnie w gminie Porpliszcze.
Według Powszechnego Spisu Ludności z 1921 roku zamieszkiwało tu 278 osób, 9 było wyznania rzymskokatolickiego a 269 prawosławnego. Jednocześnie 7 mieszkańców zadeklarowało polską przynależność narodową, a 271 białoruską. Były tu 42 budynki mieszkalne. W 1931 w 45 domach zamieszkiwało 276 osób.
Miejscowość należała do parafii rzymskokatolickiej w Królewszczyźnie i prawosławnej w Dokszycach. Podlegała pod Sąd Grodzki w Głębokiem i Okręgowy w Wilnie; właściwy urząd pocztowy mieścił się w Królewszczyźnie.